# Chikugo
Chikugo è una città giapponese della prefettura di Fukuoka.